# Aaahh Belinda
Pour plus de détails, voir Fiche technique et Distribution.
Aaahh Belinda (parfois écrit Aaahh Belinda !..) est un film turc réalisé par Atıf Yılmaz, sorti en 1986. 

## Synopsis
Serap est une jeune actrice moderne et émancipée, qui a un amant, Suat, sans être mariée. Elle vit seule dans son appartement orné d'un poster du dessinateur français Georges Wolinski. Elle a accepté de tourner dans une publicité pour le shampooing Belinda, dans laquelle elle doit incarner une femme d'intérieur et épouse dévouée aux antipodes de sa personnalité. En plein tournage, elle se retrouve soudain sans équipe ni caméra, dans un décor devenu réel. Elle a plongé dans le monde imaginaire du spot publicitaire, piégée avec un mari, Hulusi, et deux enfants. Quand elle va voir son entourage, plus personne ne la reconnaît.

## Fiche technique
- Titre : Aaahh Belinda
- Réalisation : Atıf Yılmaz
- Scénario : Barış Pirhasan
- Photographie : Orhan Oğuz
- Montage :
- Musique : Onno Tunç
- Production : Cengiz Ergun
- Société de production :
- Pays :  Turquie
- Genre : Drame
- Durée : 100 minutes
- Dates de sortie : 1986

## Distribution
- Müjde Ar : Serap
- Yılmaz Zafer : Suat
- Macit Koper : Hulusi
- Güzin Özipek
- Füsun Demirel : Feride
- Tarık Papuççuoğlu
- Mehmet Akan
- Levend Yılmaz
- Fatoş Sezer

## Distinctions
- Festival international du film d'Antalya 1986 : orange d'or du meilleur film[1], prix du meilleur réalisateur pour Atıf Yılmaz et prix de la meilleure actrice pour Müjde Ar[2]

## Remake
Le film a fait l'objet d'un remake avec Neslihan Atagül en 2023.